# Piero Gherardi
Piero Gherardi (ur. 20 listopada 1909 w Poppi; zm. 8 czerwca 1971 w Rzymie) – włoski kostiumograf i scenograf filmowy, dekorator wnętrz. Dwukrotny laureat Oscara za najlepsze kostiumy do filmów Federico Felliniego Słodkie życie (1960) i 8½ (1963). Nominowany był również za Giuliettę i duchy (1965).

## Życiorys
Chociaż studiował architekturę, pod koniec lat 40. zaczął pracę w rozkwitającym włoskim przemyśle filmowym, przeżywającym apogeum neorealizmu. Był scenografem, dekoratorem wnętrz i kostiumografem.
Kluczową okazała się jego współpraca z Federico Fellinim, do którego ekipy Gherardi dołączył na stałe od Wałkoni (1953). Fellini cenił Gherardiego za umiejętność wyszukiwania odpowiednich lokalizacji i statystów oraz za szeroką wiedzę dotyczącą regionu Lacjum. Gherardi udowodnił reżyserowi swoje umiejętności scenograficzne przy budowie szałasu tytułowej bohaterki filmu Noce Cabirii (1957).
Poza Fellinim współpracował również z takimi reżyserami, jak Luigi Comencini, Mario Monicelli, Gillo Pontecorvo, King Vidor, Sidney Lumet, Mario Camerini, Alberto Lattuada czy Mario Soldati.